# Kevin Grant
Kevin Grant (Londra, 24 ottobre 1952) è un allenatore di calcio ed ex calciatore inglese naturalizzato canadese, di ruolo difensore.

## Carriera

### Nazionale
Ha partecipato ai Giochi Olimpici del 1976.